# Von Liebe reden wir später
Von Liebe reden wir später ist ein deutscher Spielfilm aus dem Jahre 1953 von Karl Anton mit Gustav Fröhlich, Maria Holst, Liselotte Pulver und Willy Fritsch in den Hauptrollen. Die Geschichte basiert auf einem in der “Constanze” veröffentlichten Fortsetzungsroman.

## Handlung
Die Kosmetikerin Angela Bell, eine gutsituierte Dame mittleren Alters, und der angesehene Modearzt Prof. Christian Hollmann würden gern heiraten, doch die Sache hat einen Haken: Hollmann ist noch verheiratet und zwar mit seiner ein wenig nervtötenden Gattin Margot. Angela muss jedoch schnellstmöglich unter die Haube kommen, denn als Ausländerin verliert sie die Arbeitserlaubnis, sollte sie nicht demnächst deutsche Staatsbürgerin werden. Da kommt das Paar auf die Idee, Angela mit dem deutschen Junggesellen Jonny Pitter, einem Schriftsteller, zu verheiraten – eine Scheinehe ohne ehrenrührige Konsequenzen, versteht sich. Was weder Angela noch Prof. Hollmann ahnen: Jonny ist bereits seit einiger Zeit in Angela verliebt. Der macht gute Miene zum bösen Spiel und geht auf das unmoralische Angebot ein. Jonny hat sich auch schon eine clevere Taktik ausgedacht: “Erst heiraten, von Liebe reden wir später”, und dass auch in Angela die Liebe (zu ihm entbrennen) wird, da ist er sich sicher. Er soll recht behalten: Die beiden werden ein glückliches Paar, und der Modearzt bleibt bei seiner Ehefrau.

## Produktionsnotizen
Von Liebe reden wir später entstand im Winter 1952/53 in Berlin-Tempelhof (Atelier) sowie in der Stadt Berlin (Außenaufnahmen) und wurde am 5. März 1953 in Essen uraufgeführt. Die Berliner Premiere fand zehn Tage später statt. 
Helmuth Volmer übernahm die Produktionsleitung. Gabriel Pellon und Hans-Jürgen Kiebach gestalteten die Filmbauten. Bruno Balz schrieb die Musiktexte. Es spielt das große RIAS-Tanzorchester.

## Kritiken
Im Spiegel hieß es: “Der um eine Scheinehe gerankte "Constanze"-Roman gleichen Titels ergab – unter Karl Antons Regie – verfilmt: ein Gemisch aus fast komödiantischen Dialogen, mittelmunteren, mittelprächtigen Revue-Nummern und handlungsfördernden Mißverständnissen, ferner: gemessene Liebhaberrollen für die Altmeister Gustav Fröhlich und Willy Fritsch und eine explosive Tänzerinnenrolle für die "komische Junge", Liselotte Pulver, insgesamt: passable Unterhaltung.”
Das Lexikon des Internationalen Films urteilt: „Ideenarmes Lustspiel, das die Urfassung des Stoffes, einen Illustrierten-Roman, noch weit unterschreitet.“